# Liste der Baudenkmale in Drahnsdorf
In der Liste der Baudenkmale in Drahnsdorf sind alle Baudenkmale der brandenburgischen Gemeinde Drahnsdorf und ihrer Ortsteile enthalten. Grundlage ist die Landesdenkmalliste mit Stand vom 1. Januar 2025.

## Denkmale in den Ortsteilen
In den Spalten befinden sich folgende Informationen:
- ID-Nr.: Die Nummer wird vom Brandenburgischen Landesamt für Denkmalpflege vergeben. Ein Link hinter der Nummer führt zum Eintrag über das Denkmal in der Denkmaldatenbank. In dieser Spalte kann sich zusätzlich das Wort Wikidata befinden, der entsprechende Link führt zu Angaben zu diesem Denkmal bei Wikidata.
- Lage: die Adresse des Denkmales und die geographischen Koordinaten. Link zu einem Kartenansichtstool, um Koordinaten zu setzen. In der Kartenansicht sind Denkmale ohne Koordinaten mit einem roten beziehungsweise orangen Marker dargestellt und können in der Karte gesetzt werden. Denkmale ohne Bild sind mit einem blauen bzw. roten Marker gekennzeichnet, Denkmale mit Bild mit einem grünen beziehungsweise orangen Marker.
- Bezeichnung: Bezeichnung in den offiziellen Listen des Brandenburgischen Landesamtes für Denkmalpflege. Ein Link hinter der Bezeichnung führt zum Wikipedia-Artikel über das Denkmal.
- Beschreibung: die Beschreibung des Denkmales
- Bild: ein Bild des Denkmales und gegebenenfalls einen Link zu weiteren Fotos des Baudenkmals im Medienarchiv Wikimedia Commons

### Drahnsdorf
| ID-Nr.                           | Lage                 | Bezeichnung    | Beschreibung | Bild           |
| -------------------------------- | -------------------- | -------------- | --- | -------------- |
| 09140070                         | Dorfstraße 12 (Lage) | Dorfkirche     | Die evangelische Kirche wurde in der ersten Hälfte des 14. Jahrhunderts als rechteckige Feldsteinkirche erbaut. Sie besitzt einen massiven Westturm. Die hölzerne Kanzel entstand Anfang des 18. Jahrhunderts. | weitere Bilder |
| 09141022 Teilobjekt zu: 09140070 | Dorfstraße 12 (Lage) | Taufengel      | | BW             |
| 09140746 Teilobjekt zu: 09140070 | Dorfstraße 12 (Lage) | Orgel          | | Orgel          |
| 09141363 Teilobjekt zu: 09140070 | Dorfstraße 12 (Lage) | Kriegerdenkmal | | BW             |

### Falkenhain
| ID-Nr.   | Lage                 | Bezeichnung               | Beschreibung | Bild           |
| -------- | -------------------- | ------------------------- | --- | -------------- |
| 09140084 | (Lage)               | Dorfkirche                | Die evangelische Kirche wurde Ende des 14. Jahrhunderts errichtet. Der Dachturm wurde im 18. Jahrhundert hinzugefügt. Der Altaraufsatz und die Kanzel im Inneren stammen aus der Zeit um 1720. | weitere Bilder |
| 09141392 | Falkenhain 45 (Lage) | Wohnhaus                  | | BW             |
| 09140086 | Falkenhain 51 (Lage) | Rundturm, auf dem Gutshof | | weitere Bilder |

### Krossen
| ID-Nr.   | Lage   | Bezeichnung | Beschreibung | Bild           |
| -------- | ------ | ----------- | --- | -------------- |
| 09140069 | (Lage) | Dorfkirche  | Die Dorfkirche entstand im 15. Jahrhundert als Feldsteinkirche. Bei An- und Umbauten, die im Jahr 1745 abgeschlossen waren, erhielt sie auf dem anfangs nur bis zur Traufhöhe des Langhauses reichenden Kirchturm einen Aufbau im Stil der Frühgotik. Sie besitzt einen trapezförmigen Chor. Der hölzerne Kanzelaltar stammt vom Krossener Künstler Gottfried Gerichen. | weitere Bilder |

### Schäcksdorf
| ID-Nr.   | Lage                  | Bezeichnung                   | Beschreibung | Bild           |
| -------- | --------------------- | ----------------------------- | ------------ | -------------- |
| 09140087 | Schäcksdorf 20 (Lage) | Alter Kellerspeicher des Guts |              | weitere Bilder |

## Ehemalige Denkmale
| ID-Nr. | Lage                 | Bezeichnung                                                                                        | Beschreibung                                          | Bild                                                                                               |
| ------ | -------------------- | -------------------------------------------------------------------------------------------------- | ----------------------------------------------------- | -------------------------------------------------------------------------------------------------- |
|        | Falkenhain 49 (Lage) | Gebäudehülle des Gutshauses                                                                        |                                                       | weitere Bilder                                                                                     |
|        | (Lage)               | Landstraße zwischen Drahnsdorf und Wildau-Wentdorf K 6140 (Abschnitt mit historischer Pflasterung) | das Foto zeigt den asphaltierten Zustand im Jahr 2019 | Landstraße zwischen Drahnsdorf und Wildau-Wentdorf K 6140 (Abschnitt mit historischer Pflasterung) |